# Sallins
Sallins (Irsk: Na Solláin) er en irsk by i County Kildare i provinsen Leinster, i den centrale del af Republikken Irland med en befolkning (inkl. opland) på 3.806 indb i 2006 (2.922 i 2002)